# 8. konjeniška divizija (Avstro-Ogrska)
8. konjeniška divizija (izvirno nemško 8. Kavallerie-Division oz. nemško 8. Kavallerietruppen-Division) je bila konjeniška divizija avstro-ogrske kopenske vojske, ki je bila aktivna med prvo svetovno vojno.

## Organizacija
Maj 1914
- 13. konjeniška brigada
- 15. konjeniška brigada
- reitende Artillerie-Division Nr. 6

## Poveljstvo
Poveljniki (Kommandanten)
- Georg von Lehmann: avgust 1914 - oktober 1915
- Maximilian von Schnehen: oktober 1915 - december 1916
- Anton Leiter von Lososina: december 1916 - februar 1917
- Rudolf Dokonal: februar 1917 - november 1918